# 한국벤처농업포럼
한국벤처농업포럼은 벤처농업발전에 필요한 정보교류와 이해증진을 위한 제반사업수행을 목적으로 2003년 2월 28일 설립된 대한민국 농림수산식품부 소관의 사단법인이다. 사무실은 서울특별시 용산구 한강로 1가 50-1, 지에스용산자이 104-705에 있다.

## 주요 사업
- 벤처농업분야의 조사 및 연구
- 정보제공 및 자료의 간행
- 세미나, 심포지엄, 회의 및 전시주관
- 교육훈련 및 연수
- 박람회 개최
- 농어촌 교육 아카데미(센터)설치 및 운영업
- 기타 벤처농업발전에 필요한 사업일체